# Kraftwerk Sollefteå
Das Kraftwerk Sollefteå (schwedisch Sollefteå(forsens) kraftverk) ist ein Wasserkraftwerk in der Stadt Sollefteå, Gemeinde Sollefteå, Provinz Västernorrlands län, Schweden, das am Ångermanälven liegt. Es ging 1966 in Betrieb. Das Kraftwerk ist im Besitz der Sollefteåforsen AB und wird auch von Sollefteåforsen betrieben.

## Absperrbauwerk
Das Absperrbauwerk besteht aus einer Gewichtsstaumauer aus Beton. Die Wehranlage mit den drei Wehrfeldern befindet sich auf der rechten Seite, das Maschinenhaus auf der linken Seite. Die Höhe des Bauwerks beträgt 32 m.

## Kraftwerk
Mit dem Bau des Kraftwerks wurde im Herbst 1962 begonnen; es ging 1966 in Betrieb. Es verfügt mit drei Kaplan-Turbinen über eine installierte Leistung von 62 (bzw. 71 oder 78) MW. Die durchschnittliche Jahreserzeugung liegt bei 295 (bzw. 298 oder 310) Mio. kWh.
Die Turbinen wurde von Kværner geliefert. Sie leisten jeweils 26 MW; ihre Nenndrehzahl liegt bei 75 Umdrehungen pro Minute. Die Fallhöhe beträgt 9 (bzw. 9,2 oder 10) m. Der maximale Durchfluss liegt bei 790 m³/s.

## Eigentümer
Im Jahr 1959 wurde die Sollefteåforsen AB durch die Stadt Sollefteå und die Sydsvenska Kraft AB gegründet, die jeweils die Hälfte der Anteile an Sollefteåforsen hielten. Da die Stadt Sollefteå ihren finanziellen Verpflichtungen aus dem Vertrag nicht nachkommen konnte, verpachtete sie ihren Anteil an die Sydsvenska Kraft.
Im Jahr 1981 erwarb die Gemeinde Sollefteå für 70 Mio. SEK die Hälfte der Anteile an der Sollefteåforsen AB von den Graningeverken. Graningeverken wurde im Jahr 2004 von Sydkraft übernommen. Im Herbst 2015 wurde der Gemeinde Sollefteå gemäß einer Vereinbarung aus dem Jahr 1959 angeboten, die andere Hälfte an Sollefteåforsen von Sydkraft zu kaufen. Der Kaufpreis lag bei 400 Mio. SEK; zusätzlich mussten Schulden in Höhe von 119 Mio. SEK übernommen werden.
Die Gemeinde Sollefteå nahm das Angebot an und ist seit dem 1. Juli 2010 zu 100 % im Besitz der Sollefteåforsen AB und damit des Kraftwerks Sollefteå.